# Tighedouine
Tighedouine è una città nel Marocco, nella provincia di Al Haouz, nella regione di Marrakech-Safi.